# Sant Martí de Maçana
Sant Martí de Maçana, o senzillament Maçana, és una caseria constituïda com a entitat de població (codi 081859) del municipi de Rubió, al nord de la comarca de l'Anoia. Antic municipi, Maçana limitava al nord amb Aguilar de Segarra i Els Prats de Rei, a l'est amb Castellfollit del Boix, al sud amb Òdena i la resta de Rubió, i a l'oest amb Els Prats de Rei i la resta de Rubió. La caseria està situada al nord de la serra de Rubió, a la vall de la riera de Maçana, afluent de la de Rajadell.
El terme de Maçana fou una parròquia independent fins a l'any 1840, quan es va annexionar amb Rubió. L'entitat és formada per les diferents masies que es troben al voltant de l'església de Sant Martí, situada al capdamunt del Turó de Maçana. La seva població és de 36 habitants (2016).

## Etimologia
La principal teoria de l'origen del topònim Maçana és que prové del llatí Mattiana ("poma"), derivat del nom de Caius Matius, escriptor sobre agricultura, amic de Juli Cèsar.
La forma de Massana també s'havia utilitzat en el passat per a referir-se al poble, però des del 1980 la forma oficial és amb ce trencada. Un altre topònim que s'havia fet servir durant el franquisme era la forma en castellà San Martín de Masana o Masana.

## Història

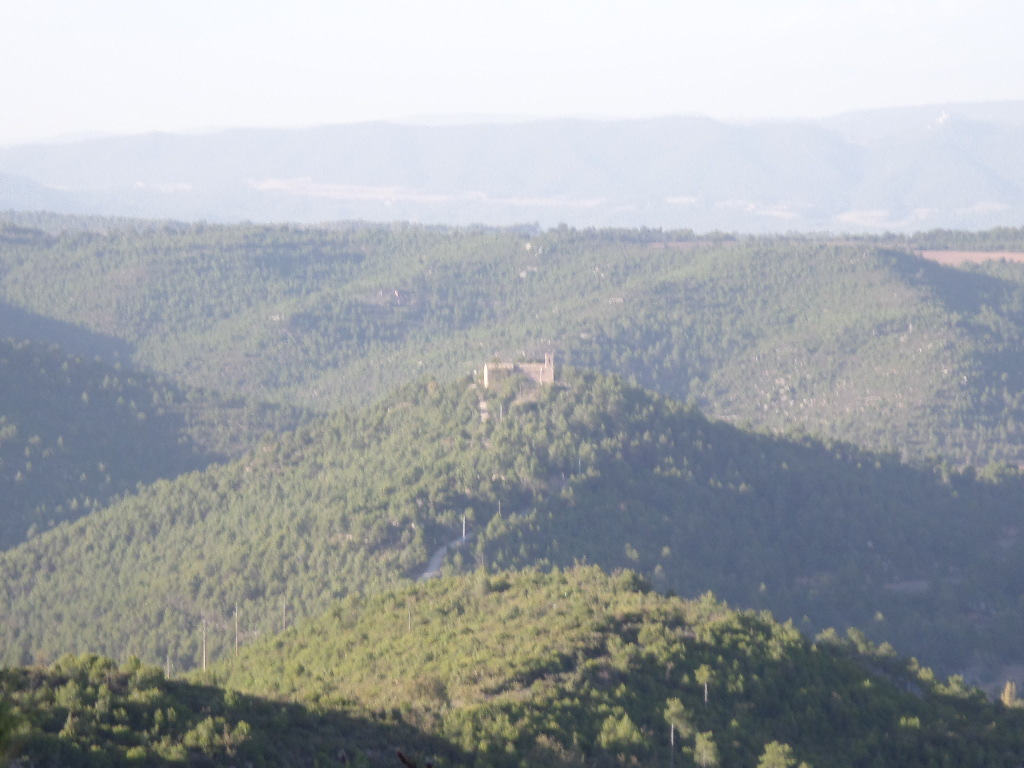
El Turó de Maçana (703 m), on s'hi situen l'església, el nucli d'aquesta i on hi havia el desaparegut castell de Maçana.

Maçana apareix esmentada per primera vegada l'any 990, quan arran d'un judici presidit per Ramon Borrell, Aeci hagué de cedir al seu germà Guitard, fill d'Ermemir, un alou situat a l'apèndix de Grevalosa, a la vall de Cantallops. A les acaballes del segle X s'hi bastí un castell termenat (actualment totalment desaparegut) i un nucli de població que tenia un temple parroquial consolidat ja en el 1025, tot i que possiblement sota l'advocació de Sant Iscle màrtir.
Posteriorment és el temple a Sant Martí i en el segle xviii fou totalment reformada sense deixar gaire vestigis de la construcció romànica. En el cos est, construït amb un carreuat de bona factura, es conserva una petita finestra romànica amb arc de mig punt. Actualment amb la seva planta de creu llatina, volta apuntada i campanar quadrat, és un bon exemple d'arquitectura religiosa rural.
L'any 1840 el municipi fou annexionat a Rubió i actualment Maçana és considerada una entitat de població d'aquest municipi.

## Geografia
Maçana està situada al nord del municipi de Rubió, a la comarca de l'Anoia. Geogràficament se situa al vessant nord de la Serra_de_Rubió. El terme de Maçana està format per valls boscoses amb masies disperses, amb el centre del terme al turó de Maçana (703 msnm), a l'església de Sant Martí.
El principal curs fluvial de Maçana és la riera de Maçana, que recull les aigües del vessant nord de la serra de Rubió. La riera de Maçana és afluent de la riera de Rajadell, i aquesta ho és del riu Cardener. La vegetació de Maçana és principalment d'arbres de pi blanc, Pinassa, pi roig, alzines i roures, que comparteixen terreny amb els camps de conreu. El 1986 un gran incendi va cremar la major part del bosc, però actualment ja s'ha recuperat.

## Economia
L'economia es basa en agricultura, ramaderia i antigament silvicultura. Aïlladament hi ha alguna vinya, però la majoria van quedar abandonades al principi del segle passat. Quant a la ramaderia hi ha ramats d'ovelles i Vaques, granges de porcs i conills, encara que en les últimes dècades han disminuint una mica.

## Demografia
Dels segles XV al XVIII tenia uns 12 masos o famílies. L'antic municipi de Maçana fou annexionat a Rubió l'any 1840. La població de l'entitat de població ha anat augmentant des dels anys 1990, quan gairebé va quedar despoblada, tot i que des del 2010 s'ha notat una petita baixada. La població actual de Maçana és de 36 habitants, segons el cens del 2016. D'aquests 36 habitants, 21 són homes i 15 són dones.
| 1497 f | 1515 f | 1553 f | 1717 | 1787 | 1857 | 1877 | 1887 | 1900 | 1910 |
| ------ | ------ | ------ | ---- | ---- | ---- | ---- | ---- | ---- | ---- |
| 67     | -      | -      | -    | -    | -    | -    | -    | -    | -    |

| 1996 | 1998 | 2000 | 2002 | 2004 | 2006 | 2008 | 2010 | 2012 | 2014 |
| ---- | ---- | ---- | ---- | ---- | ---- | ---- | ---- | ---- | ---- |
| 9    | 12   | 17   | 23   | 28   | 37   | 38   | 42   | -    | -    |

| 2016 | 2018 | 2020 | 2022 | 2024 | 2026 | 2028 | 2030 | 2032 | 2034 |
| ---- | ---- | ---- | ---- | ---- | ---- | ---- | ---- | ---- | ---- |
| -    | -    | -    | -    | 33   | -    | -    | -    | -    | -    |

## Distàncies
Maçana és a 10 quilòmetres de qualsevol nucli poblat, amb l'excepció del nucli de l'església de Rubió, situat a 4 quilòmetres, si bé aquest no té botigues i tan sols compta amb 5 edificis. L'entitat se situa a 10 quilòmetres de Castellfollit del Boix, a 16 de Calaf, a 12 d'Igualada, i a 74 de Barcelona. L'única carretera que passa per Maçana és la BV-1031 (anomenada tradicionalment 'Les Maioles'), si bé és connectada amb una pista de grava amb Castellfollit del Boix.

## Església de Sant Martí de Maçana
L'església de Sant Martí de Maçana centrà un petit nucli autònom fusionat el 1840 a Rubió. Ubicada al nord-est de Pedrafita, al vessant de la Riera_de_Maçana. És esmentada com a parròquia l'any 1154, dins l'antic terme del castell de Maçana. La seva arquitectura és de planta 
de creu llatina i coberta amb volta apuntada.

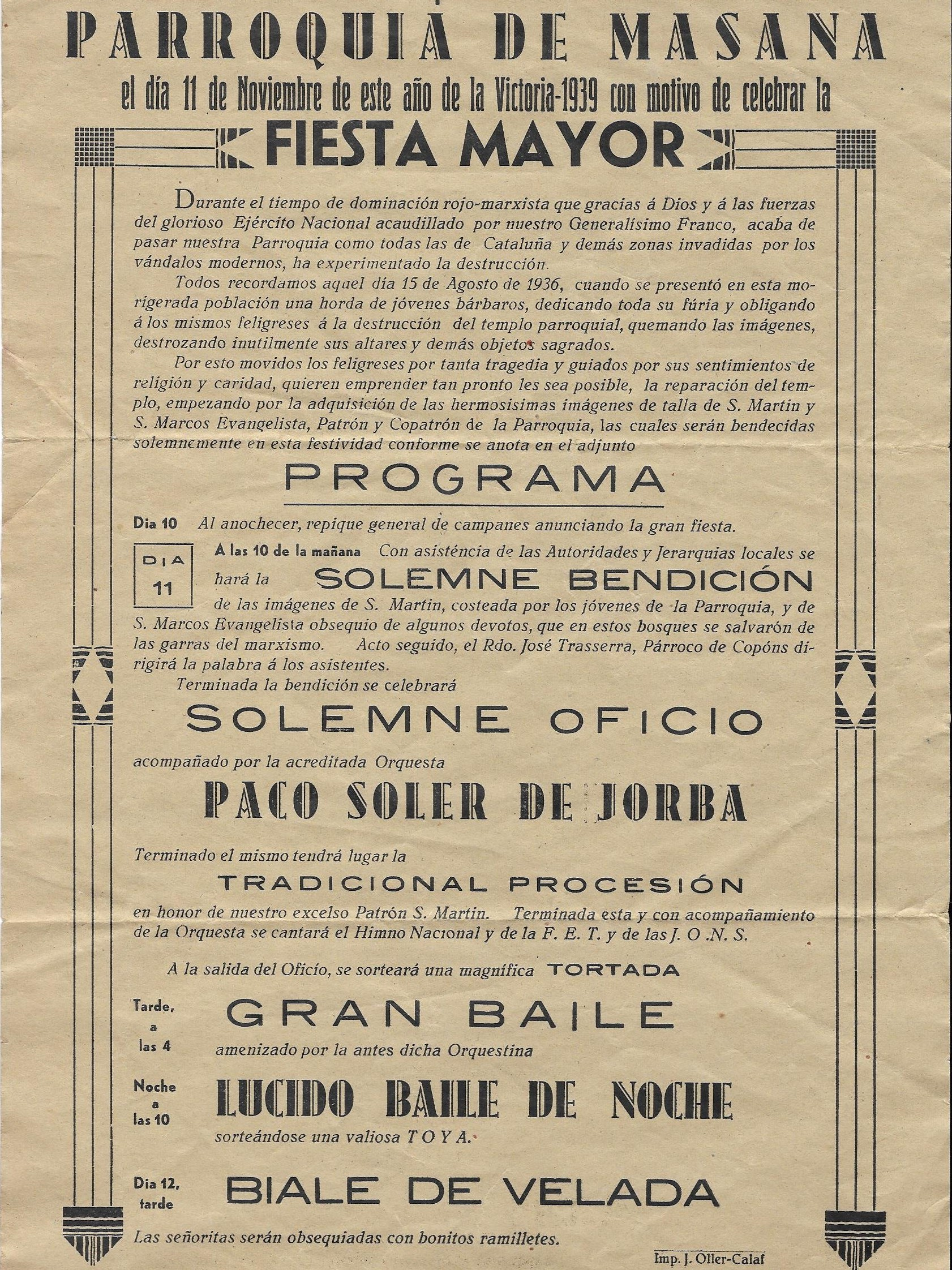
Primer programa d'actes imprès de la Festa Major de Maçana, l'any 1939.

Externament és coberta amb teulada a dues aigües i presenta un campanar de secció quadrangular adossat a l'església, refet a començaments del segle xx, de resultes de l'acció d'un llamp. La planta de l'església és de creu llatina i coberta amb volta apuntada. Al Segle_XIV estava dedicada a Sant_Iscle_màrtir. Entre 1975 i 1981 l'església es va restaurar. També adossada a la construcció hi ha la rectoria que data de 1736. També podem trobar el cementiri de la vila al costat de l'església.

### Festes majors
A Maçana, tot hi deixar de ser municipi l'any 1840, es continua celebrant la festa major en ocasió de la festivitat de Sant Martí a la tardor i Sant Marc a la primavera.
La festa major de tardor és el diumenge més proper a l'11 de novembre, per la festivitat Sant Martí de Tours, patró de Sant Martí de Maçana. A la 1 es fa la missa a l'església i a les 8 es fan el ball de vetlla i la rifa de la mona, a la masia de Ca l'Escolà. La festa major de primavera és el diumenge més proper al 25_d'abril, per Sant Marc, copatró de l'església. Al matí hi té lloc la missa, la rifa de la Toia, el tradicional repartiment del panellet de Sant Marc i flors, i durant tot el matí, el Conill Porquí, que reparteix sort en forma de cava. A la tarda es fa el tradicional ball de vetlla i la rifa del mona.

## Maçanencs il·lustres
- Josep Ferrer i Bujons, poeta i escriptor (1959-).